# NGC 1872
NGC 1872 (również ESO 56-SC83) – gromada otwarta, znajdująca się w gwiazdozbiorze Złotej Ryby, w Wielkim Obłoku Magellana. Odkrył ją James Dunlop 24 września 1826 roku.